# 瓊戈韋
15°20′S 28°41′E / 15.333°S 28.683°E
瓊戈韋（Chongwe），是贊比亞的城鎮，位於該國中南部，由盧薩卡省負責管轄，是瓊戈韋縣的首府，處於首都盧薩卡以東90公里，海拔高度1,068米，2000年人口146,000。